# Jávor Péter
Jávor Péter (Budapest, 1950. február 15. –) tanár, úszóedző, újságíró. Nős (Vetési Magdolna tanár), két gyermek apja (Fanni, Petra).

## Életpályája
Budapesten a IX. kerületi Telepy utcai Általános Iskolában végzett (1956-1964), majd az ugyancsak IX. kerületi Irinyi János Gimnázium és Szakközépiskolába nyert felvételt (1964-1968). A Budapesti Testnevelési Főiskolán úszóedző képesítést, a Szegedi Juhász Gyula Tanárképző Főiskolán (1972-76) Biológia-földrajz tanári diplomát szerzett. 1979-1980-ban a Budapesti Bálint György Újságíró Iskolán végzett. 
Hat éves korában tanult meg úszni az olimpiai bajnok Székely Éva kezei alatt, 1971-ig profi sportoló volt. A különböző korosztályos magyart bajnokságokon rendre dobogós helyezéseket ért el, 1964-68 között tagja volt a magyar utánpótlás válogatottnak. 1967-ben már a felnőttek között is bemutatkozva bronzérmes lett a 200 méteres pillangóúszásban. A következő években arany- ezüst- és bronzérmeket szerzett a 200 méteres pillangóúszásban, a 400 méteres vegyesúszásban és az Újpesti Dózsával a 4x100 méteres vegyesváltóval. 1968-1971 között a felnőtt válogatott tagjaként több nemzetközi versenyen is rajtkőre állt. Úszó edzői időrendben: Mészáros Sándor, Csuti József, Sebő Ágota, Temesvári Pál, Rajki Béla, Bakó Jenő. 1965-1967 között tagja volt az Újpesti Dózsa serdülő, majd ifjúsági vízilabdacsapatának, edzője az olimpiai bajnok Szittya Károly és Szecsei György voltak. 
1975-ben úgy döntött, úszóedzőnek áll, útja Békéscsabára vezetett, ahol a sportág tárgyi feltételeinek ellehetetlenüléséig, 1978-ig a Békéscsabai Előre Spartacus SC-ben tevékenykedett. Ezután is maradt as városban, ám a Békés Megyei Népújság (később Békés Megyei Hírlap) gyakornoka, majd sportújságírója, 1986-tól sportrovatvezetője lett - 2010-es nyugdíjazásáig. Újságírói tevékenysége mellett nyolc évig földrajzot tanított a Békéscsabai Vásárhelyi Pál Szakközépiskolában, majd két évig médiát oktatott az Andrássy Gyula Gimnáziumban - mint óraadó tanár. Az edzőségnek sem fordított végleg hátat, mellékállásban 1981-ig úszó-, majd három éven át vízilabdaedző volt, utóbb a Békéscsabai Vízilabda Klubban, ahol egy utánpótlás leány csapatot tréningezett másodmagával. Mindeközben a Békés megyei székhelyen többszáz gyereket tanított meg úszni. 1980-tól tíz éven át a Békés Megyei Úszó, Vízilabda Szövetség elnöke volt. Szeniorként is sokszoros magyar bajnok úszónak vallhatja magát.

## Elismerései
- MHSZ Kiváló Munkáért Ezüst Fokozat: 1982
- Kiváló Munkáért: 1983
- Békés Megyei Tanács Sportosztálya Emlékplakett: 1984
- ÁISH Kiváló Társadalmi Munkáért: 1986
- Békés Megye Sportjáért: 1987
- ÁIPS Békés megyei elismerés: 1995
- OTSH Arany plakett: 1996
- Sportújságírói Világnapi Elismerés: 2003
- Békés Megye Sportjáért: 2006
- Belügyminiszteri elismerés: 2010

1. 1 2  Ki kicsoda a hírközlésben?, 149